# (2344) Xizang
(2344) Xizang (1979 SC1) – planetoida z grupy pasa głównego asteroid okrążająca Słońce w ciągu 4,58 lat w średniej odległości 2,75 au. Odkryta 27 września 1979 roku.